# Hans Borchardsen
Hans Borchardsen (28. oktober 1597 — 4. januar 1643) var en dansk biskop.
Hans fader, Borchard Hansen, var borger i København, og her fødtes sønnen. Han blev student 1613 fra Sorø. I sin ungdom (1622—29) var han lærer for prins Frederik, blev dernæst sognepræst ved vor Frue Kirke i sin fødeby og til sidst (1635) biskop i Ribe. Han fik tillige et kanonikat i Aarhus og et vikariat i Lund og blev 1636 Doctor theol. (magistergraden havde han taget 1625). Om hans embedsførelse som biskop er intet mærkeligt at fortælle.
Hans hustru var Anna Cathrine Jørgensdatter, datter af en rådmand i København, rimeligvis Jørgen Jensen, rådmand 1622—33. Hans mærkeligste skrift er en ligtale over lensmanden på Riberhus, rigsråd Albert Skeel, der udkom under den titel: Den gode Strid og Retfærdigheds Krone. Han blev tidlig svagelig og døde 1643 i en ung alder, efterladende sin enke med flere børn. En datter ægtede Jacob Jensen Jersin.